# Conus flavusalbus
Espèce
Statut de conservation UICN

 LC  : Préoccupation mineure
Conus flavusalbus est une espèce de mollusques gastéropodes marins de la famille des Conidae.
Comme toutes les espèces du genre Conus, ces escargots sont prédateurs et venimeux. Ils sont capables de « piquer » les humains et doivent donc être manipulés avec précaution, voire pas du tout.

## Description
La taille de la coquille varie entre 18 mm et 24 mm.

## Distribution
Cette espèce est présente dans l'océan Atlantique au large de l'Angola.

### Niveau de risque d’extinction de l’espèce
Selon l'analyse de l'UICN réalisée en 2011 pour la définition du niveau de risque d'extinction, bien que l'aire de répartition très restreinte de cette espèce et un seul emplacement indiqueraient une catégorisation en danger, son isolement et son éloignement de l'habitation humaine ne déduiraient qu'un faible risque à l'heure actuelle, à l'exception d'une marée noire catastrophique ou d'un autre événement de pollution majeur provenant de navires de passage. Des prospections pétrolières ont été effectuées le long de la côte angolaise et d'éventuelles explorations pétrolières pourraient avoir un effet dans le futur, mais il n'y a pas de développement actuel de ces activités. L'espèce a été évaluée comme étant de préoccupation mineure.

## Taxonomie

### Publication originale
L'espèce Conus flavusalbus a été décrite pour la première fois en 2000 par les malacologistes Emilio Rolán Mosquera (d) (1935-) et Dieter Röckel (d) (1922-2015) dans la publication intitulée « Argonauta »,.

### Synonymes
- Conus (Lautoconus) flavusalbus Rolán & Röckel, 2000 · appellation alternative
- Varioconus flavusalbus (Rolán & Röckel, 2000) · non accepté

## Identifiants taxonomiques
Chaque taxon catalogué par les bases de données biologiques et taxonomiques possède un identifiant qui permet d'établir un point de référence. Les identifiants de Conus flavusalbus dans les principales bases sont les suivants :
CoL : 5ZY35 - GBIF : 6510505 - iNaturalist : 150338 - IRMNG : 11894254 - TAXREF : 153715 - UICN : 192669 - WoRMS : 426502